# Vieille école à Ovsište
La vieille école à Ovsište (en serbe cyrillique : Стара школа у Овсишту ; en serbe latin : Stara škola u Ovsištu) se trouve à Ovsište, dans la municipalité de Topola et dans le district de Šumadija, en Serbie. Elle est inscrite sur la liste des monuments culturels protégés de la République de Serbie (identifiant no SK 447).

## Présentation

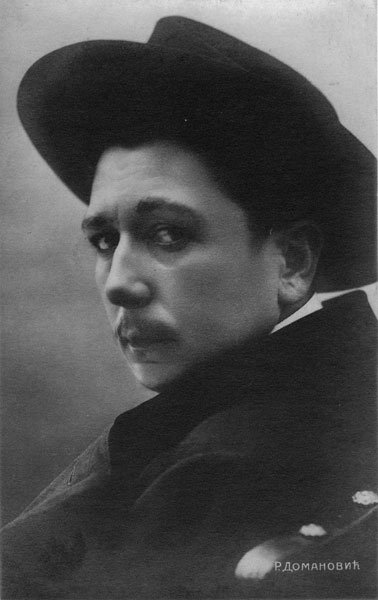
Photographie de Radoje Domanović.

La vieille école d'Ovsište est l'une des plus anciennes écoles de cette partie de la Serbie ; elle a été construite au milieu du XIXe siècle et présente toutes les caractéristiques d'une école rurale de cette époque. En plus de sa valeur architecturale, l'école revêt une importance culturelle et historique particulière puisqu'elle a vu naître en 1873 l'écrivain et satiriste Radoje Domanović, son père étant professeur dans l'établissement ; une plaque commémorative en marbre rappelle cette naissance. Au fil du temps, le bâtiment a connu des modifications aussi bien à l'extérieur qu'à l'intérieur.
De plan rectangulaire, l'école est constituée d'un simple rez-de-chaussée avec un toit à deux pans formant pignon. Elle est construite en pierres et, partiellement, en briques. Comme dans ce type de constructions, les façades sont dépourvues de toute décoration plastique ; en revanche, elle dispose d'un grand porche-galerie en bois et de plusieurs autres éléments en bois qui en enrichissent son apparence.